# Irakli Abuseridze

a Compétitions nationales et continentales officielles uniquement.

b Matchs officiels uniquement.
Dernière mise à jour le 27 février 2024.
Irakli Abuseridze (en géorgien : ირაკლი აბუსერიძე), né le 25 novembre 1977 à Tbilissi Géorgie, est un joueur international géorgien de rugby à XV évoluant au poste de demi de mêlée.
Il évolue comme entraîneur-joueur avec le Rugby club auxerrois depuis 2009.

## Biographie
Irakli Abuseridze dispute son premier match international avec l'équipe de Géorgie le 26 janvier 2000 contre l'équipe d'Italie.
Il est demi-finaliste du Pro D2 lors de la saison 2004-2005 avec le Stade aurillacois.
Il prend sa retraite sportive à l'issue de la saison 2012-2013.
Le 30 décembre 2020, il est élu président de la Fédération géorgienne de rugby à XV. Cependant, son élection est invalidé par le Ministère de la Justice. Deux semaines plus tard, de nouvelles élections sont organisées avec un seul candidat autorisé, proche du gouvernement prorusse du parti Rêve géorgien.

## Statistiques en équipe nationale
- 85 sélections
- 40 points (8 essais)
- sélections par année : 6 en 2000, 5 en 2001, 6 en 2002, 8 en 2003, 1 en 2004, 3 en 2005, 9 en 2006, 10 en 2007, 6 en 2008, 7 en 2009, 6 en 2010, 9 en 2011, 8 en 2012, 1 en 2013
- En Coupe du monde :
  - 2003 : 3 matchs (Angleterre, Samoa, Afrique du Sud)
  - 2007 : 4 matchs (France, Irlande, Argentine et Namibie)
  - 2011 : 4 matchs (Écosse, Angleterre, Roumanie, Argentine)